# Acqua luce e gas
Acqua luce e gas è il terzo album di inediti del cantautore Pino Marino uscito nel 2005 per la Fandango, ed anticipato dal singolo Lo strozzino per il quale il regista Daniele Persica realizza un videoclip d'animazione.

## Descrizione
L'album arriva a due anni di distanza dal precedente Non bastano i fiori. All'interno sono presenti diverse collaborazioni.
Tra i musicisti presenti ci sono anche Roberto Angelini nelle vesti di chitarrista e il cantautore Massimo Giangrande, per l'occasione bassista. Oltre a loro figurano anche il violinista Rodrigo D'Erasmo (Afterhours) e il chitarrista Santi Pulvirenti, solista di Carmen Consoli.
La produzione artistica del disco è di Pino Marino stesso ed Andrea Pesce (già co-produttore di Illusioni parallele ed In continuo movimento dei Tiromancino) che firma le musiche dei brani Lo strozzino, Palle di polvere e Ciao come stai?.
Nel disco è presente anche una bonus track. Si tratta di un vecchio brano di Giorgio Gaber intitolato Lo shampoo.

## Tracce
1. Qualcosa che non cambia il mondo – 3:05
2. Fatto una volta, fatto per sempre – 3:15
3. Non ho lavoro – 3:15
4. L'uomo a pedali – 3:00
5. Notti ai lupi – 4:45
6. Lo strozzino – 3:00
7. Le scale del Paradiso – 3:55
8. Binario 3 – 2:30
9. Palle di polvere – 3:00
10. L'uomo che guarda le stelle – 3:50
11. Ciao come stai? – 4:20